# Lee Won-Jae (taekwondo)
Lee Won-Jae (30 de octubre de 1980) es un deportista surcoreano que compitió en taekwondo. Ganó una medalla de oro en el Campeonato Asiático de Taekwondo de 2000 en la categoría de –67 kg.

## Palmarés internacional
| Campeonato Asiático | Campeonato Asiático | Campeonato Asiático | Campeonato Asiático |
| Año                 | Lugar               | Medalla             | Categoría           |
| ------------------- | ------------------- | ------------------- | ------------------- |
| 2000                | Hong Kong (China)   | Medalla de oro      | –67 kg              |